# طراد فئة بيه
الفئة بيه مجموعة مخططة من اثني عشر طراد ثقيل في ألمانيا النازية لسلاح بحريتها كريغسمرينه. بدأت أعمال التصميم في عام 1937 واستمرت حتى عام 1939؛ تم تقديم عشرين تصميمًا على الأقل وتم النظر في تسعة منها. تم أختيار ثلاثة تصميمات كمتنافسين نهائيين. أحد التصاميم سلحها بستة مدافع رئيسية من عيار 283 ملم في برج ثلاثي في الأمام وبرج آخر في الخلف. كان لها برجان مزدوجان بمدفع 150 مم كسلاح ثانوي مع وضع أحدهما في أعلى وفوق الواجهة الرئيسية للبرج الرئيسي 283 مم، والآخر أمام وتحت البرج الرئيسي الأمامي. كان لهذا التصميم إزاحة أكثر من التصميمات الأخرى. كان التصميم النهائي مسلحًا بستة مدافع من عيار 28 سنتيمتر (11 بوصة) وكانت مدافع سريعة النيران في برجين ثلاثيين، كما في فئة دويتشلاند السابقة. تم تعيين السفن على أنها Panzerschiff (أي سفينة مدرعة)، وتم منحها الأسماء الأولية بيه1 إلى بيه12. لقد كان تصميمًا محسّنًا عن طرادات الفئة دي السابقة المخطط لها، والتي تم إلغاؤها في عام 1934. على الرغم من أن السفن قد تم تخصيصها بالفعل لأحواض بناء السفن، إلا أن الإنشاءات لم تبدأ أبدًا على متن السفن من الفئة بيه بعد أن حل تصميم طرادات الفئة أوه محلها.

## التصميم
في أوائل الثلاثينيات، بدأ أدولف هتلر برنامج إعادة التسلح في ألمانيا. وقع الاتفاقية البحرية الأنجلو ألمانية، التي سمحت لألمانيا ببناء أسطولها البحري إلى ليعادل في المائة من قوة البحرية الملكية البريطانية ونبذت فعليًا قيود معاهدة فرساي التي فرضت على الأسطول الألماني.  أدى ذلك إلى قرار في عام 1937 لبناء سفن بناءا على تصميم طرادات الفئة دويتشلاند.  العمل على تصميم فئة جديدة من السفن المدرعة في ذلك العام.  بعد اعتبار أكثر من عشرين تصميمًا يلبي المواصفات البحرية، تم اختيار واحد فقط؛ تم تعيينه على أنه طراد «بيه».  واستهدف الوصول إلى وزن 20,000 طن متري (20,000 طن كبير) بسرعة قصوى 34 إلى 35 عقدة (63 إلى 65 كم/س؛ 39 إلى 40 ميل/س)، مسلحين بستة مدافع من عيار 28 سنتيمتر (11 بوصة) في برجين ثلاثيين. 
بحلول عام 1938، أصبح من الواضح للأدميرال إريش ريدر أن سياسة هتلر الخارجية العدوانية ستجلب الصراع مع بريطانيا. لذلك قرر أن وجود قوة أكبر بكثير من السفن المدرعة سيكون ضروريًا لتنفيذ حملة مداهمة تجارية فعالة ضد البريطانيين. كانت نية رايدر خوض حرب تجارية ضد بريطانيا بناءا على الخطة زد،  التي نصت على بناء اثني عشر سفينة من تصميم الفئة بيه.  واصلت أعمال التصميم على السفن الجديدة بالتوازي مع العمل على تصميم الفئة اوه  أجريت تجارب على ما لا يقل عن تسعة تصاميم مقترحة مختلفة بين مارس 1938 وديسمبر 1939. أختلفت التصميمات إلى حد ما من حيث الأبعاد وكذلك التسليح؛ أظهرت بعض التصاميم ثلاثة مدافع من عيار 28 سم في أبراج ثلاثية. 

## الحواشي
1. 1 2 3  Gardiner & Chesneau.
2. 1 2 3 4  Garzke & Dulin.
3. 1 2  Gröner.